# Enrico Thovez
Enrico Thovez (Torino, 10 novembre 1869 – Torino, 16 febbraio 1925) è stato un critico letterario, poeta e pittore italiano.

## Biografia
Figlio di Cesare Thovez, ingegnere, e di Maria Angela Berlinguer, («...mia madre è sarda, di famiglia oriunda spagnola, venuta dalla Catalogna nella fine del Seicento e da questa parte mi viene l'amore della poesia»), frequenta le scuole tecniche e s'iscrive alla facoltà di scienze nel 1886, ma interrompe gli studi universitari per mettersi a studiare latino e greco, prendere la licenza liceale nel 1892, iscriversi alla facoltà di lettere e laurearsi nel 1896.
Già nel 1895 si rende noto denunciando nella Gazzetta Letteraria i plagi della poesia dannunziana, tratti da poeti francesi allora pressoché sconosciuti in Italia, e collabora a diversi quotidiani, La Gazzetta del Popolo, il Corriere della Sera, Il Resto del Carlino, con articoli d'arte, di critica e di costume, fino a entrare nella redazione de La Stampa nel 1905.
Nel 1902 fonda con Leonardo Bistolfi, Giorgio Ceragioli, Enrico Reycend e Davide Calandra la rivista L'arte decorativa moderna e collabora alla rivista senese Vita d'Arte.
Dipinge ed espone due volte alla Biennale di Venezia, viaggia per l'Europa, è per dieci anni direttore del Museo civico d'arte moderna di Torino.
Dalla lettura del suo Diario emerge un'enorme autostima nei confronti dei colleghi critici e artisti: «Non posso nascondermi che ho la testa dieci volte più larga della loro e che io mi sento a mio agio nella pittura e nella scultura e nella musica tanto quanto nella poesia, dove si degnerebbero di concedermi dell'autorevolezza, che io ho dieci volte più conoscenza della natura umana e più buon senso delle questioni di loro, che io sono più serio, più preciso e che ho una forza d'idealità, un culto della bellezza che si rivela anche nella vita comune, nelle mie parole, nella mia condotta, nei miei amori».
Il suo temperamento introverso è in perenne contrasto col suo incontenibile bisogno di espandersi, fino a fargli identificare la propria esistenza con la poesia stessa: «Fare della mia esistenza un'opera di poesia è per me lo scopo più alto: anzi non è un desiderio, ma un bisogno. (...) Vi è in me qualcosa di incoercibile che m'incalza oltre dei limiti consueti.»
La città di Torino gli ha intitolato un viale nella zona precollinare.

## Opere
- L'arte del comporre di Gabriele d'Annunzio (1896)
- Il poema dell'adolescenza, Torino, Streglio (1901)
- Il pastore, il gregge e la zampogna, Napoli, Ricciardi (1910)
- L'opera pittorica di Vittorio Avondo, Torino, Celanza (1912)
- Mimi dei moderni, Napoli, Ricciardi (1919)
- L'arco di Ulisse, Napoli, Ricciardi (1921)
- Il vangelo della pittura e altre cose d'arte, Torino, Lattes (1921)
- Poemi di amore e di morte, Milano, Treves (1922)
- Il viandante e la sua orma, Napoli, Ricciardi (1923)
- Il filo di Arianna, Milano, Corbaccio (1924)
- La ruota di Issione, Napoli, Ricciardi (1925)
- Scritti inediti (Il nuovo Faust o La trilogia di Tristano, Poemi in prosa, Prose poetiche, Soliloqui, Milano, Treves (1938)
- Diario e lettere inedite, Milano, Garzanti (1939).

## Il poema dell'adolescenza
Comincia a scrivere i versi che formeranno il suo Poema nel 1887 e continua fino agli anni Novanta, via via affinando e ordinando; porta altre modifiche ancora nel 1924, per la seconda edizione dell'opera. La scelta del verso prosastico - formato in realtà da una coppia di ottonari, per riprodurre l'esametro classico - vuole introdurre una poesia che, evitati gli effetti musicali del verso ritmico, imponga l'immediatezza del contenuto poetico.
Scrive nel Diario: «Mi rallegro di aver ridotto la mia poesia al minimo di legamenti sillabici, persuaso che se avessi fatto della poesia in prosa non sarei mai giunto a esser preso sul serio da questo paese di chitarre e mandolini.” Dice di non poter “…scrivere nulla se non essendo profondamente commosso…queste poche centinaia di versi …che mi hanno costato tante lagrime e tanto strazio…non mi fido ancora della creazione puramente mentale…»
«O dolce viso fuggente, o moribonda dolcezza, / restami ancora negli occhi: non ho altro di te. / Fermati: ti corro incontro: ti cerco in cielo, nell'aria, / nel buio delle mie palpebre; non voglio perderti ancora. / È un'ombra tenue dei labbri, un tremor lieve dei cigli, / un roseo lobo d'orecchio, la gola fluida, il mento / rotondo, l'iridi azzurre: ondeggia, sfuma, e si solve / mi sfugge come un vapore. O sogno dolce, o mio amore / travisto appena e perduto, per sempre e sempre perduto!»
Così esibisce i sentimenti per porre materia all'arte ed esasperandoli, pensa di sublimarli in poesia.
«Oh, dite male di lei, ditela indegna, non nego: / fu sciocca e infame, lo so, non è il suo cuore che piango! / Mi ha inaridito, mi ha reso un vecchio inutile e vile: / oh mai nessuno, nessuno amò così follemente! / È la bellezza che piango, è la sua pallida testa, / è quella dolce persona così sottile e severa: / per me era tutto: la grazia, la gioventù, la poesia: / non v'è più nulla nel mondo per chi ha perduto l'amore.»
E nelle 118 brevi liriche che costituiscono il complesso del Poema dell'adolescenza mantiene sempre alta quest'enfasi esclamativa, con un effetto di sazietà stucchevole.
Il meglio della sua poesia è nelle atmosfere degli ambienti chiusi, delle penombre intristite:
«...Ma nella stanza era l'afa. L'amaro odor della febbre, / l'odor dei sali. E la cara testa supina nell'ombra / sopra i cuscini disfatti, deforme, irriconoscibile, / e con un gemito appena, come una voce infantile, / debole, non la sua voce; e un cucchiaio rimosso / dentro un bicchiere, e un'angoscia sospesa, un pianto per l'aria.»
E altrove: 
«... La vasta camera è in ombra. Dai vetri chiusi il tramonto / spande un riflesso di rosa tenero e triste, sui mobili, / una carezza funerea. Noi ci sentiamo nel cuore / una tristezza profonda. Guardiamo fissi dai vetri / i rami brulli del melo nell'orto ignudo. Essa stringe / al seno suo la mia testa, e piange muta nell'ombra.»
Mentre le sue impressioni di paesaggio hanno dell'irrisolto, dello spunto che non giunge a conclusione per l'irrompere concitato del colloquio con se stesso:
«Falce di luna d'estate, che splendi d'oro fra i tigli / sciami di lucciole erranti sui fieni sparsi, profumi, / notte d'amore, e tu, vento, che così tepido spiri: / come passarono rapidi gli anni, e mi è presso la tomba! / Me non ventenne già opprime la sconsolata vecchiaia...»

## La critica letteraria
Il pastore, il gregge e la zampogna è l'analisi polemica del linguaggio della poesia italiana - dalla cui storia salva solo Dante Alighieri e Giacomo Leopardi - la quale ha, nel suo tempo, il "pastore" Giosuè Carducci come modello, esaltato e imitato da successori retori privi di serietà morale e d'impegno civile.
Nella riaffermazione del primato storico della lirica greca, nella teoria, ignota in Italia, della poesia come purezza lirica, immediata espressione del sentimento poetico, senza mediazioni culturali e tecniche, nella spietata analisi dell'arretratezza della cultura italiana, un tempo arcadica ed oggi accademica ed estetizzante, spiegata con le carenze morali d'un popolo, senza però avvedersi dell'arretratezza di tutta una nazione che di quella dovrebbe esser causa, sta il merito e il limite della sua critica letteraria. La sua distinzione tra "poesia di forma" e "poesia di contenuto" è inutile perché la cosiddetta poesia di forma ha comunque un contenuto: l'indifferenza morale dello scrittore, il suo vuoto interiore e in definitiva il suo cinismo.
Il libro è assai godibile nella prosa viva, chiara e ironica. Fu accolto con un certo scandalo al suo apparire, ma anche con viva soddisfazione, per esempio, da Arturo Graf. Esso fu per giunta giudicato lo sfogo di un poeta deluso e irritato dall'insuccesso della sua poesia giovanile, e rapidamente emarginato dai circoli dei letterati di professione, Nell'Aggiunta alla seconda edizione (1911) l'autore controbatté questa maligna insinuazione di Ettore Romagnoli chiamando l'editore a testimoniare che «la parte sostanziale» del Pastore, il gregge e la zampogna era già stata scritta come prefazione al suo ancora venturo volume di versi. I contrasti di Thovez con la ragione poetica, con i retorici entusiasmi e con l'incoerenza ideale di Carducci erano, del resto, già stati espressi su giornali negli anni 1895, 1896 e 1898.